# Amnesty (I)
| Совокупная оценка    | Совокупная оценка |
| Источник             | Оценка            |
| -------------------- | ----------------- |
| Metacritic           | 67/100            |
| Оценки критиков      |                   |
| Источник             | Оценка            |
| AllMusic             | [ 4 ]             |
| Clash                | 7/10              |
| Consequence of Sound | B-                |
| Drowned in Sound     | 6/10              |
| The Guardian         | [ 8 ]             |
| Pitchfork            | 6.8/10            |
| PopMatters           | [ 10 ]            |

Amnesty (I) — четвёртый и последний студийный альбом канадского дуэта Crystal Castles, который был выпущен 19 августа 2016 года на Fiction Records и Casablanca Records. Это единственный альбом Crystal Castles с момента ухода Элис Гласс в 2014 году, и записанный с Эдит Фрэнсис. Работа была выпущена спустя почти четыре года после предыдущего альбома.

## Выпуск и продвижение
25 апреля 2015 года Итан опубликовал на Soundcloud трек «Frail», добавив в описании, что «здесь Эдит на вокале». 11 мая этот трек был выпущен в iTunes Store. Через Soundcloud Кэт поделился со слушателями и следующим треком под названием «Deicide», который был опубликован 2 июля того же года. 10 июля эта композиция вышла в качестве сингла в iTunes Store. В альбом в итоге попала переработанная версия «Deicide» под названием «Their Kindness Is Charade». В ноябре 2015 года Эдит впервые отыграла концерт в составе Crystal Castles в Йоханнесбурге.
6 июля 2016 года был выпущен сингл «Concrete». 29 июня группа опубликовала фрагмент трека «Femen», который сопровождался тизером, содержащим кадры птиц,  пойманных в сети. 11 июля Crystal Castles анонсировали выход альбома 'Amnesty (I)', представив обложку и трек-лист, а также презентовали сингл «Char» на BBC Radio 1. На следующий день группа открыла предзаказ альбома и выпустила сингл в iTunes Store. Четвёртый и последний сингл «Fleece» был опубликован 16 августа, через три дня после этого состоялся выход альбома.

## Список песен
Цифровая версия 
1. «Femen» — 2:32
2. «Fleece» — 2:35
3. «Char» — 3:08
4. «Enth» — 3:29
5. «Sadist» — 2:30
6. «Teach Her How to Hunt» — 1:55
7. «Chloroform» — 3:08
8. «Frail» — 2:49
9. «Concrete» — 3:16
10. «Ornament» — 4:07
11. «Their Kindness Is Charade» — 3:45

В физическом издании альбома между «Ornament» и «Their Kindness Is Charade» есть трек под названием «Kept» (4:04).

## Дополнительные факты
- «Femen» содержит семпл хора из кавер-версии хита группы Nirvana «Smells Like Teen Spirit», которая была исполнена Scala & Kolacny Brothers[25].
- В «Kept» есть семплы из треков «Other People» and «New Year» группы Beach House[26].
- Над созданием «Their Kindness is Charade» вместе с Итаном работал Джейк Ли, известный по витч-хаус проекту Sidewalks and Skeletons. Изначально это был ремикс Sidewalks and Skeletons на трек «Deicide». Новое видение трека понравилось Итану, поэтому он решил доработать с Джейком именно этот вариант, который и стал заменой «Deicide» в альбоме, получив в итоге новое название[27].
- Все доходы группы от продажи альбома были пожертвованы организации Amnesty International[28].